# David Lloyd George
David Lloyd George (Manchester, 17 de gener de 1863 - Llanystumdwy, Gal·les, 26 de març de 1945) va ser un polític britànic, primer ministre entre 1916 i 1922, a les acaballes de la Primera Guerra Mundial i l'inici de la postguerra. Fou el primer comte Lloyd-George, primer vescomte Gwynedd i membre de l'Orde del Mèrit, Consell Privat del Regne Unit. És l'únic primer ministre britànic de la història que tenia l'anglès com a segona llengua, essent el gal·lès el seu idioma matern.

## Biografia

### Joventut i inicis
David Lloyd George va néixer a la ciutat anglesa de Manchester el 17 de gener de 1863, en el si d'una família gal·lesa. La seva infància va transcórrer a la regió gal·lesa de Gwynedd, on arribà a treballar a la seva joventut com a passant per a un despatx d'advocats. Des que començà a exercir ell mateix d'advocat s'interessà per la política, i l'any 1890 fou elegit diputat a la Cambra dels Comuns del Regne Unit pel Partit Liberal.
Com a diputat va defensar una política radical en matèria social, va donar suport al nacionalisme gal·lès i s'oposà a la intervenció britànica a la Guerra Bòer. L'any 1905, amb el nou govern liberal, va ser nomenat ministre de Comerç. Tres anys més tard, el 1908, esdevingué Canceller de l'Erari. El seu primer pressupost, per a l'exercici 1909, assignava grans quantitats a projectes socials, fet que motivà el rebuig de l'oposició conservadora i de la Cambra dels Lords, els quals finalment rebutjaren les xifres. Aquest cop va encendre els ànims de Lloyd, qui el mateix any va pronunciar un encès discurs per defensar els seus ideals i censurar la postura dels seus adversaris. Les seves paraules van portar a la promulgació, el 1911, d'una llei que prohibia a la Cambra dels Lords vetar els projectes de pressupost del govern.
En paral·lel a aquests pressupostos, David Lloyd impulsà des del ministeri la creació d'un sistema d'assegurança social per malalties, invalidesa i atur. Aquest sistema ha estat considerat per molts com la base que portaria, anys més tard, a l'aparició de l'estat del benestar.

### Primera Guerra Mundial

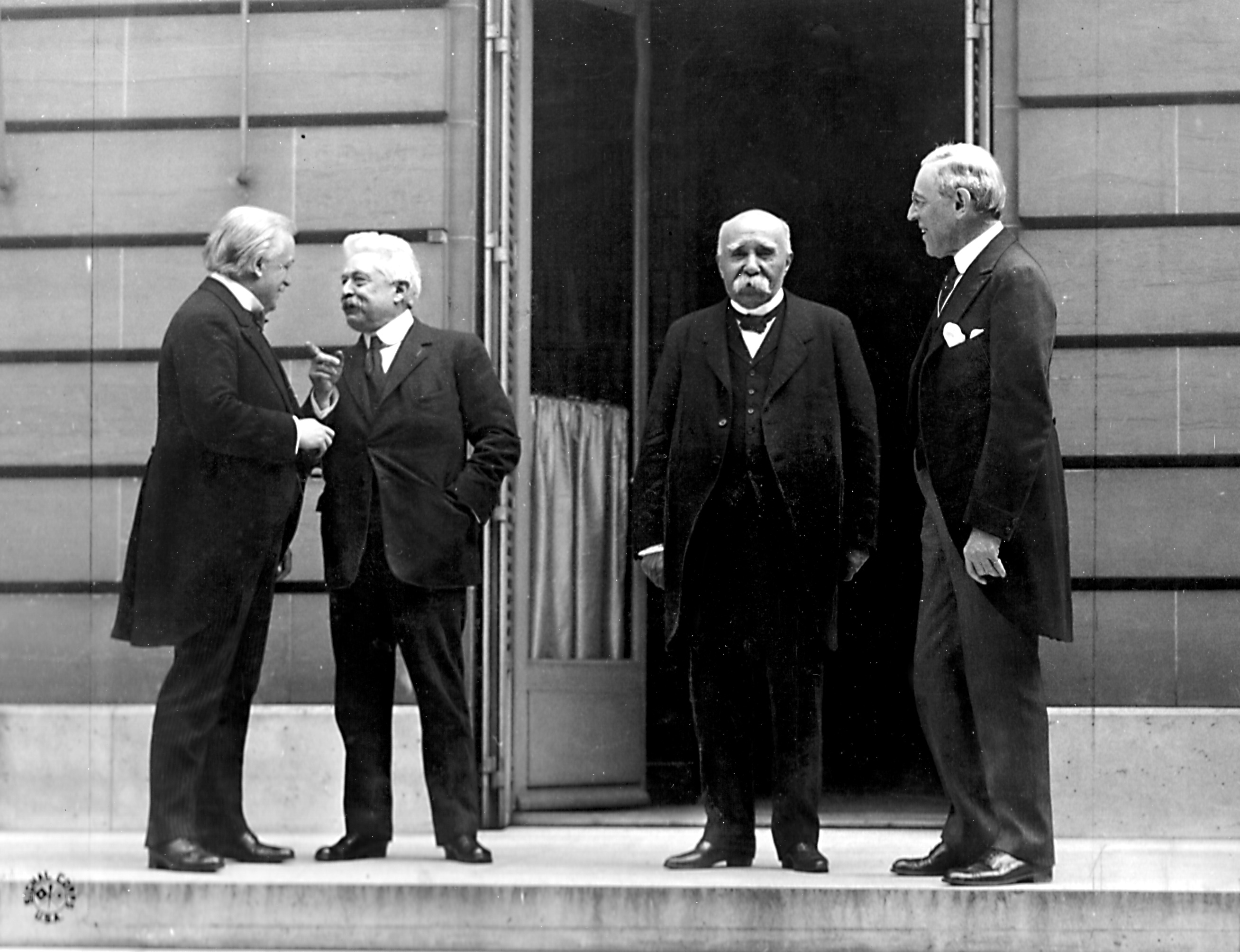
David Lloyd George (primer a l'esquerra) durant el Tractat de Versalles

El 1914, quan esclatà la Primera Guerra Mundial, David Lloyd continuava al capdavant de l'Erari britànic. Les seves accions havien consolidat el crèdit del Regne Unit i amb l'esclat de la guerra va dedicar tots els seus esforços a estabilitzar la situació econòmica del país per tal de resistir el gran esforç monetari que suposava el conflicte.
Tot i aquesta política, el 1915 va deixar el Ministeri d'Hisenda per esdevenir Ministre de Municions i, el 1916, Ministre de la Guerra. Malgrat aquestes variacions, Lloyd va defensar la reducció del nombre de ministeris, tot augmentant la seva eficiència i dedicant tots els esforços prioritàriament als afers militars. Aquell mateix any el primer ministre liberal Herbert Henry Asquith va presentar la seva dimissió al mes de desembre, i David Lloyd va ocupar el seu lloc com a cap d'un govern de coalició. El nou gabinet va estar format per cinc ministres i dedicà grans esforços a crear un únic comandament unificat entre els països aliats.

### Els anys d'entreguerres
Les eleccions al Parlament del Regne Unit de 1918 es van convocar immediatament després de l'Armistici de Compiègne que va posar fi a la Primera Guerra Mundial, i la coalició de govern de David Lloyd George, va enviar cartes de suport als candidats als que donaven suport, amb una victòria massiva. Amb el final del conflicte, David Lloyd George va participar en la Conferència de Pau de París, que començà el gener de 1919, i a la redacció del Tractat de Versalles, finalitzat al mes de juny del mateix any. En política interior, el 1920 va presentar un projecte de Home Rule per a Irlanda, la qual va portar a la signatura del Tractat Angloirlandès de 1921 i, el 1922, a la proclamació de l'Estat Lliure d'Irlanda.
Aquesta política amb Irlanda, i el suport que el Regne Unit donà a Grècia durant la guerra amb Turquia, van ser rebutjades pels conservadors després d'impulsar i atendre la Conferència de Gènova per resoldre la crisi del patró or. Els ministres conservadors van abandonar el govern de coalició l'octubre de 1922, i Austen Chamberlain renuncià al liderat del partit. Lloyd George es va veure forçat a convocar eleccions, les quals van donar la victòria als conservadors. Tot i així, fou escollit membre del Parlament i actuà com a líder de l'oposició fins a 1931. Continuà però, fins a 1943 com a membre de la Cambra dels Comuns del Regne Unit.
L'1 de gener de 1945 se li donà el títol de Comte Lloyd-George de Dwyfor i Vescomte de Gwynedd. Mai però, no arribà a ocupar el nou lloc a la Cambra dels Lords, donat que la mort li arribà el 26 de març del mateix 1945 a Tŷ Newydd, una petita granja propera a la Llanystumdwy de la seva infantesa, on s'havia retirat pocs anys abans.